# David Wheeler (calciatore)
David John Wheeler (Brighton, 4 ottobre 1990) è un calciatore inglese, centrocampista del Wycombe.

## Carriera
Dopo aver giocato nelle giovanili del Brighton, club della sua città natale, nel 2006, all'età di 16 anni, viene rilasciato dal club, andando a giocare nelle giovanili del semiprofessionisti del Lewes: con il club rossonero nella stagione 2008-2009 esordisce anche in prima squadra, segnando un gol in 19 presenze in Conference League Premier (quinta divisione e più alto livello calcistico inglese al di fuori della Football League); nel biennio seguente gioca poi da titolare in Conference South sempre con il Lewes, con cui in un biennio totalizza complessivamente 69 presenze e 12 reti in questa categoria; nell'estate del 2011, avendo deciso di frequentare la Brunel University, Wheeler lascia il Lewes e si accasa allo Staines Town, il club più vicino al campus dell'università stessa; qui gioca per altre due stagioni in Conference South, per un totale di 70 presenze e 23 reti in incontri di campionato con il club.
Il 2 agosto 2013 dopo un provino andato a buon fine firma il suo primo contratto professionistico in carriera, con l'Exeter City, club della quarta divisione inglese; già il giorno successivo fa poi il suo esordio tra i professionisti, nella vittoria casalinga per 2-1 sui Bristol Rovers. Nel complesso termina la sua prima stagione con i Grecians con 35 presenze e 3 reti in incontri di campionato; l'anno seguente gioca invece da titolare fisso: scende infatti in campo in 45 delle 46 partite di campionato in programma, mettendovi a segno 7 reti. Dopo una stagione più interlocutoria (6 gol in 31 presenze), nel 2017 torna a giocare da titolare fisso, e nel corso della stagione 2016-2017 con 17 reti in 38 partite di campionato fornisce un contributo determinante al raggiungimento dei play-off, nei quali il club biancorosso è poi finalista perdente e nei quali Wheeler realizza 2 reti in 3 presenze.
Il 31 agosto 2017, dopo ulteriori 2 partite di campionato, viene ceduto a titolo definitivo al QPR, club di seconda divisione, con cui firma un contratto triennale, lasciando così l'Exeter City dopo complessive 171 presenze e 38 reti tra tutte le competizioni ufficiali; la sua permanenza agli Hoops è tuttavia poco fortunata: non riesce infatti mai ad imporsi nella formazione titolare del club londinese, e nell'arco dell'intera stagione 2017-2018 segna un gol in sole 9 partite di campionato giocate. All'inizio della stagione 2018-2019 viene poi ceduto in prestito al Portsmouth, in terza divisione: la cessione, inizialmente prevista per l'intera stagione, viene però interrotta di comune accordo tra i due club il 24 gennaio 2019, dopo che Wheeler aveva giocato solamente 11 partite di campionato ed in generale 18 partite tra tutte le competizioni ufficiali, coppe nazionali incluse, con 3 gol segnati (uno in FA Cup e 2 nel Football League Trophy): già il giorno seguente l'ala viene ceduta sempre in prestito agli MK Dons, nuovamente in quarta divisione, categoria in cui gioca regolarmente da titolare, mettendo a segno 4 gol in 19 partite di campionato giocate.
Il 30 luglio 2019 il QPR lo cede poi a titolo definitivo al Wycombe, in terza divisione: conclude la sua prima stagione nel club con 3 reti in 31 partite di campionato giocate, alle quali aggiunge un gol in 3 presenze nei play-off, la cui vittoria gli consente di trascorrere la stagione 2020-2021 in seconda divisione: in questa stagione, che il Wycombe termina con un immediato ritorno in terza divisione, Wheeler mette a segno 3 reti in 38 partite di campionato giocate; rimane in squadra anche nella stagione 2021-2022, terminata con una finale play-off persa, e nella quale totalizza complessivamente 27 presenze e 2 gol.

## Palmarès

### Club

#### Competizioni regionali
- Middlesex Senior Challenge Cup: 1

Staines Town: 2012-2013